# Restes prehistòriques de ses Arnaules
Les restes prehistòriques de ses Arnaules és un jaciment arqueològic prehistòric situat al lloc anomenat sa Pleta, a la possessió de ses Arnaules, al municipi de Llucmajor, Mallorca.
Es tracta d'un conjunt de restes de construccions i murada, sense que es conservi cap de sencera. Es distingeixen algunes filades simples o dobles, però sempre es fracturen i no arriben a configurar cap planta. Les restes es troben molt arrasades. Se situen a la part alta del terreny, a l'interior d'un bosc d'ullastres que al nord limita amb una tanca. Darrere aquesta tanca s'han efectuat alguns moviments de terra amb maquinària, que han afectat molt lleugerament el jaciment.